# Danso Gordon
Danso Nyameche Gordon (* 3. August 1979 in Toronto, Kanada) ist ein kanadischer Schauspieler und Regisseur.
Gordon wuchs in Halifax, Nova Scotia, auf. Für sein Schauspielkarriere ging er nach Los Angeles. Er studierte Psychobiologie an der University of California, Los Angeles. Danach begann er ein Studium der Informatik.

## Filmographie (Auswahl)
- 1998: Sliders – Das Tor in eine fremde Dimension
- 1998: American History X
- 1998–2000: Hang Time
- 2000: Sechs unter einem Dach
- 2000–2001: Heartbeat
- 2001: MythQuest
- 2002: The Gray in Between
- 2005: Dear Wendy
- 2005: Dirty Deeds
- 2005–2007: South of Nowhere
- 2007: Cole (Drehbuch und Regie)
- 2008: Blu-Scrn
- 2008: It’s Always Sunny in Philadelphia
- 2009: Dark House
- 2007–2010: College Daze (2009: 1 Folge auch Regie)
- 2010: The Binds That Tie Us
- 2011: Lovemakers
- 2012: The Test
- 2013: Kroll Show
- 2013: The Hustle
- 2013: Pendejo
- 2014: Den Himmel gibt’s echt
- 2014: Leading L. A.
- 2013–2014: The Unwritten Rules
- 2014–2015: Saving Hope
- 2016: Death of a Vegas Showgirls
- 2021: Diggstown